# جزیره فکلیستووا
جزیره فکلیستووا (انگلیسی: Feklistova Island) یک جزیره در سرزمین خاباروفسک کشور روسیه است.